# Richard Trimborn

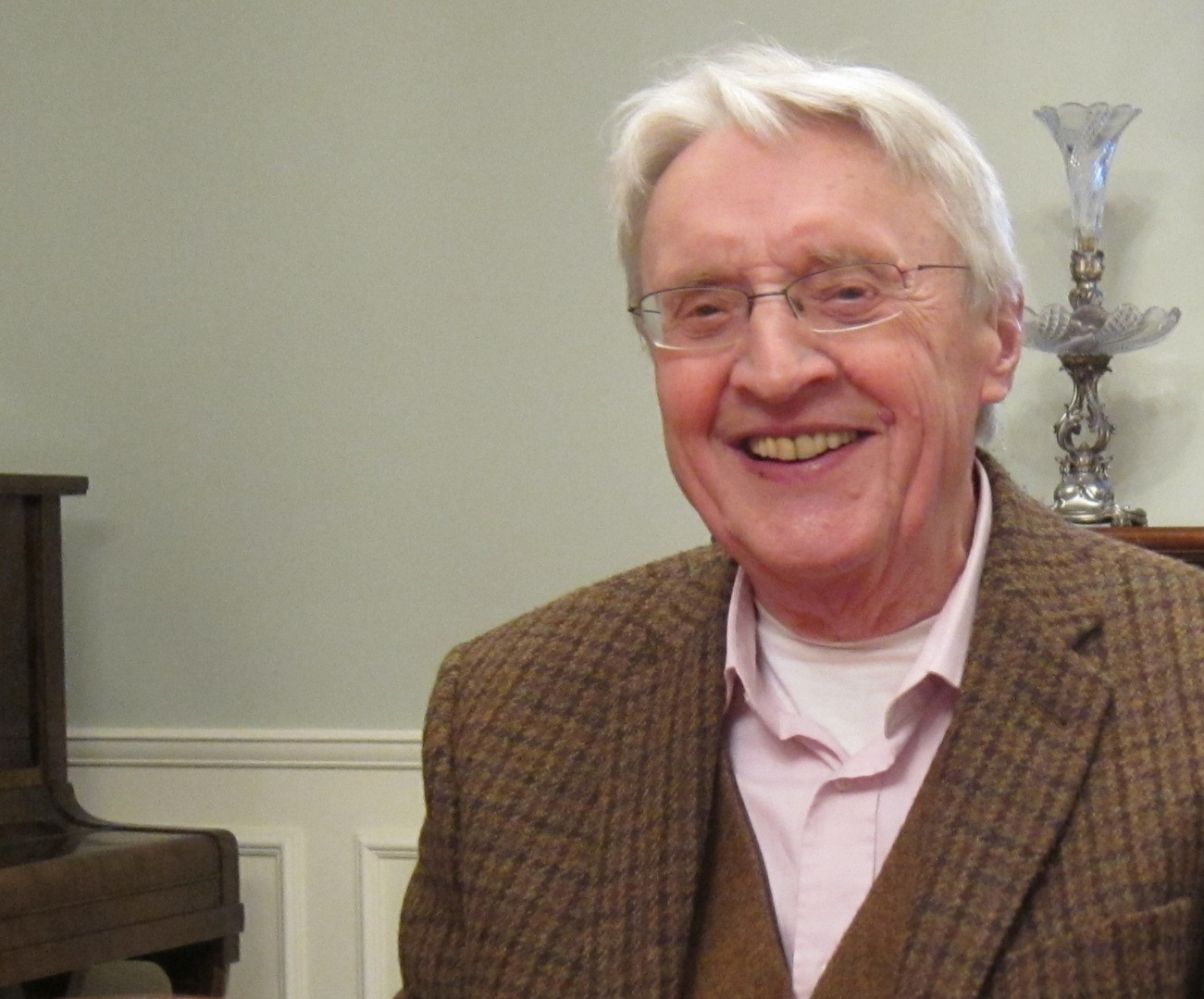
Richard Trimborn in Sofia, 2011

Richard Trimborn (* 3. Juni 1932; † 6. Oktober 2017 in München) war ein deutscher Musikpädagoge, Pianist und Opernstudienleiter.

## Biographie
Richard Trimborn studierte in Düsseldorf Komposition, Kirchenmusik, Dirigieren und Orgel. Er begann als Korrepetitor an der Deutschen Oper am Rhein in Düsseldorf, dann wurde er Studienleiter am Opernhaus Kiel, schließlich 1983 in München und Bayreuth.
Er wirkte als „graue Eminenz“ in vielen bedeutenden Opernhäusern und Musikfestivals. Dirigenten wie Karl Böhm, Lorin Maazel, Claudio Abbado, Wolfgang Sawallisch, Daniel Barenboim, Zubin Mehta, Pavel Baleff, Constantin Trinks und andere stützten sich auf seine Vorbereitungsarbeit mit den Sängern, insbesondere hinsichtlich Phrasierung, richtiger Aussprache und geistiger Durchdringung einer Partie. Er hatte bedeutendes Verdienst um die Vorbereitung von Uraufführungen, etwa Pendereckis Ubu Rex oder Henzes Prinz von Homburg.
Trimborn war eine Autorität bei zahlreichen Produktionen von Wagner-Opern und hatte vielfach entscheidenden Anteil am Erfolg namhafter Wagner-Sänger. Er war jahrelang Studienleiter der Bayreuther Festspiele und der Münchner Staatsoper, bezeichnete sich aber stets nur bescheiden als Korrepetitor. Er schrieb: „Der Korrepetitor ist ein Wächter; je höher seine Qualität ist, umso größer wird auch die Qualität des Bewachten sein.“ Die letzten Jahre, noch bis kurz vor seinem Tod, arbeitete er an den aufsehenerregenden Ring-Produktionen Plamen Kartaloffs in der Oper in Sofia und ihrer Gastpräsentation im Mariinski-Theater in Sankt Petersburg mit.